# Gare de Visé
La gare de Visé est une gare ferroviaire belge de la ligne 40, de Liège à Visé (frontière), située dans la ville de Visé en province de Liège.
Elle est mise en service en 1861 par la Compagnie du chemin de fer de Liège à Maastricht. C’est une gare de la Société nationale des chemins de fer belges (SNCB), desservie par des trains Suburbains (S).

## Situation ferroviaire
Établie au point kilométrique (PK) 17,70 de la ligne 40, de Y Val-Benoît à Visé (frontière), la gare de Visé se situe entre la gare ouverte de Bressoux et celle d'Eijsden, aux Pays-Bas. Plusieurs gares disparues depuis s'intercalaient auparavant entre Bressoux et Visé.

## Histoire

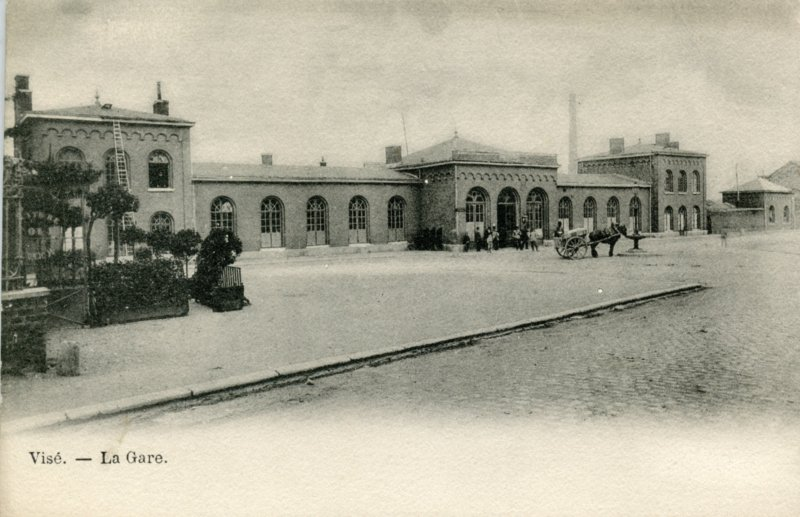
Premier bâtiment de la gare de 1861.

La Compagnie du Chemin de fer de Liège à Maestricht et ses extensions se voit concéder par l'arrêté royal du 18 octobre 1858 un chemin de fer reliant Liège (gare du Longdoz) à Maastricht par la rive droite de la Meuse ; projet qui remonte aux années 1840.
La ligne de Liège à Maastricht est inaugurée dans son intégralité le 24 novembre 1861 et comprend une gare à Visé. La desserte de la ville de Visé et son statut de gare frontalière en font la gare intermédiaire la plus importante de la ligne. Les installations comprennent de nombreuses voies pour le garage et les opérations de douane ainsi qu'une remise à locomotives.
En 1882, le chemin de fer Liège-Maestricht inaugure un service de "trains-tramways" à arrêts fréquents et crée derechef de nombreux points d'arrêts, dont celui de Visé-Central, qui existera jusque 1949. La compagnie est nationalisée en 1899.
Le bâtiment de la gare fait partie des nombreux édifices incendiés lors du saccage de la ville par les Allemands en août 1914.
L'occupant décide de remodeler les installations ferroviaires afin de réaliser un chemin de fer de Tongres à Aix-la-Chapelle. La nouvelle gare (un bâtiment temporaire en bois) est déplacée en 1916 au pied du viaduc de la ligne nouvelle, sur lequel est aménagée la gare de Visé-Haut, accessible via un escalier partant de la gare basse. Un bâtiment en briques, également sans étage, le remplace par après.
En 1948, la SNCB remplace à nouveau le bâtiment de la gare par une construction plus étendue, toujours près du viaduc.
Lors du réaménagement de la rive droite, une nouvelle gare plus proche du centre-ville est mise en chantier, avec une salle des guichets accolée à la route franchissant la Meuse et les voies ferrées. La nouvelle gare, située non loin de l'ancienne halte de Visé-Central, est inaugurée le 29 septembre 1985.

### Nouvelle gare
Le bâtiment de 1985 est appelé à être remplacé par une nouvelle structure en partie en bois avec un nouvel accès latéral, un second quai et une meilleure intermodalité,. En décembre 2023, la desserte passe d'un train par heure en semaine avec quelques renforcements en heure de pointe à deux trains par heure dans chaque direction toute la journée.

## Service des voyageurs

### Accueil
Gare SNCB, elle dispose d'un guichet, ouvert du lundi au vendredi, ainsi que d'un automate de vente. Un souterrain permet d’accéder à l’unique quai central.

### Desserte
Visé est desservie par des trains Suburbains (S) de la SNCB qui circulent sur la ligne commerciale 40 : Liège - Maastricht.
Tous les jours, la gare est desservie par des trains S43 de Liège-Guillemins à Maastricht au rythme d'un par heure. Les jours ouvrables s'ajoute une relation S44 de Waremme à Visé, cadencée à l'heure.

### Intermodalité
Un parc pour les vélos et un parking pour les véhicules sont aménagés sur le pont routier.

## Comptage voyageurs
Ce graphique et tableau montre le nombre de voyageurs embarquant en moyenne durant la semaine, le samedi et le dimanche.
| Nombre de passagers qui embarquent à la gare de Visé | Nombre de passagers qui embarquent à la gare de Visé | Nombre de passagers qui embarquent à la gare de Visé | Nombre de passagers qui embarquent à la gare de Visé |
|                                                      | Semaine                                              | Samedi                                               | Dimanche                                             |
| ---------------------------------------------------- | ---------------------------------------------------- | ---------------------------------------------------- | ---------------------------------------------------- |
| 1977                                                 | 181                                                  | 85                                                   | 96                                                   |
| 1978                                                 | 200                                                  | 77                                                   | 87                                                   |
| 1979                                                 | 208                                                  | 80                                                   | 81                                                   |
| 1980                                                 | 201                                                  | 100                                                  | 87                                                   |
| 1981                                                 | 265                                                  | 134                                                  | 132                                                  |
| 1982                                                 | 176                                                  | 163                                                  | 177                                                  |
| 1983                                                 | 304                                                  | 106                                                  | 111                                                  |
| 1984                                                 | 752                                                  | 170                                                  | 761                                                  |
| 1985                                                 | 464                                                  | 199                                                  | 261                                                  |
| 1986                                                 | 431                                                  | 221                                                  | 217                                                  |
| 1987                                                 | 441                                                  | 217                                                  | 273                                                  |
| 1988                                                 | 497                                                  | 339                                                  | 355                                                  |
| 1989                                                 | 464                                                  | 231                                                  | 302                                                  |
| 1990                                                 | 449                                                  | 281                                                  | 219                                                  |
| 1991                                                 | 504                                                  | 231                                                  | 287                                                  |
| 1992                                                 | 489                                                  | 265                                                  | 278                                                  |
| 1993                                                 | 507                                                  | 324                                                  | 299                                                  |
| 1994                                                 | 639                                                  | 291                                                  | 251                                                  |
| 1995                                                 | 473                                                  | 239                                                  | 226                                                  |
| 1996                                                 | 495                                                  | 189                                                  | 218                                                  |
| 1997                                                 | 513                                                  | 240                                                  | 196                                                  |
| 1998                                                 | 602                                                  | 173                                                  | 154                                                  |
| 1999                                                 | 534                                                  | 434                                                  | 334                                                  |
| 2000                                                 | 729                                                  | 296                                                  | 242                                                  |
| 2001                                                 | 535                                                  | 191                                                  | 155                                                  |
| 2002                                                 | 577                                                  | 288                                                  | 270                                                  |
| 2003                                                 | 433                                                  | 218                                                  | 211                                                  |
| 2004                                                 | 524                                                  | 293                                                  | 216                                                  |
| 2005                                                 | 594                                                  | 267                                                  | 245                                                  |
| 2006                                                 | 514                                                  | 272                                                  | 214                                                  |
| 2007                                                 | 550                                                  | 222                                                  | 269                                                  |
| 2008                                                 | -                                                    | -                                                    | -                                                    |
| 2009                                                 | 756                                                  | 283                                                  | 208                                                  |
| 2010                                                 | -                                                    | -                                                    | -                                                    |
| 2011                                                 | -                                                    | -                                                    | -                                                    |
| 2012                                                 | 823                                                  | 195                                                  | 162                                                  |
| 2013                                                 | 794                                                  | 260                                                  | 340                                                  |
| 2014                                                 | 888                                                  | 183                                                  | 313                                                  |
| 2015                                                 | 683                                                  | 210                                                  | 234                                                  |
| 2016                                                 | 819                                                  | 259                                                  | 235                                                  |
| 2017                                                 | 694                                                  | 293                                                  | 253                                                  |
| 2018                                                 | 642                                                  | 477                                                  | 365                                                  |
| 2019                                                 | 821                                                  | 242                                                  | 201                                                  |
| 2020                                                 | 486                                                  | 390                                                  | 320                                                  |
| 2021                                                 | -                                                    | -                                                    | -                                                    |
| 2022                                                 | 744                                                  | 206                                                  | 218                                                  |
| 2023                                                 | 746                                                  | 257                                                  | 198                                                  |
| 2024                                                 | 838                                                  | 316                                                  | 218                                                  |

## Patrimoine ferroviaire
Le bâtiment des recettes de l'ancienne gare érigée en 1948 accueille désormais l'association du Musée du chemin de fer.